# Iványi Tamás (orientalista)
Iványi Tamás (Budapest, 1944. december 12. – ) magyar szótárszerző, orientalista. A The Arabist című folyóirat szerkesztője.

## Életpályája
Szülei: Iványi László és Sitkey Róza. 1963–1968 között az Eötvös Loránd Tudományegyetem Bölcsészettudományi Kar arab-általános nyelvészet szakán szerzett diplomát. 1968–1969 között a Bagdadi Egyetem hallgatója volt. 1970–1974 között a Magyar Tudományos Akadémia Könyvtárában a Keleti Könyvtár (ma: Keleti Gyűjtemény) munkatársa volt. 1974-től az Eötvös Loránd Tudományegyetem Bölcsészettudományi Kar Sémi Filológiai és Arab Tanszékén dolgozik. 1991-től a Kőrösi Csoma Társaság főtitkára. 1995-ben PhD fokozatot szerzett.
Arab szinkron (leíró) nyelvészettel (hangtan-szemantika), később az arab nyelvtudomány középkori történetével és általános tudománytörténettel foglalkozott. Kutatási területe: a szúfizmus (iszlám misztika).

## Művei
- Arab-magyar, magyar-arab szótár (Fodor Sándorral, 1976-1977)
- Az arab írás (Dévényi Kingával, 1986)
- Líbiai kalauz (szerkesztette, 1986)
- Az arab írás története (Dévényi Kingával, 1987)
- Arab nyelvkönyv I.-III. (Dévényi Kingával, Muhtar Abdel-Moneim-mel, 1988-1989)
- Arab nyelvvizsga előkészítő (Dévényi Kingával, 1990)
- Gyöngyszemek klasszikus arab szövegekből (szerkesztette, 1990)
- Proceedings of the Colloquium on Arabic Grammar (szerző, társszerkesztő, 1991)
- Jobbról balra arabul (Dévényi Kingával, 1992)
- Proceedings of the Colloquium on Arabic Lexicology and Lexicography I.-II. (szerző, társszerkesztő, 1993-1995)
- Indul a karaván: alapfokon arabul (Dévényi Kingával, 1995)
- Proceedings of the Colloquium on Logos, Ethos, Mythos I.-II. (szerző, társszerkesztő, 1996-1997)
- Halad a karaván: középfokon arabul (Dévényi Kingával, 1997)

## Díjai
- A Magyar Érdemrend lovagkeresztje (2019)[3]